# Микитичівська сільська рада
Мики́тичівська сільська́ ра́да — колишня адміністративно-територіальна одиниця та орган місцевого самоврядування в Володимир-Волинському районі Волинської області. Адміністративний центр — село Микитичі.
Згідно з рішенням Волинської обласної ради № 36/6 від 14 серпня 2015 року сільська рада увійшла до складу Устилузької об'єднаної міської територіальної громади з центром у місті Устилуг Володимир-Волинського району Волинської області.

## Загальні відомості
Станом на 2001 рік:
- Територія ради: 3,652 км²
- Населення ради: 875 осіб
- Дворів (квартир): 275, з них 20 нових (після 1991 р.)

## Населені пункти
До серпня 2015 року сільській раді були підпорядковані населені пункти:
- с. Микитичі
- с. Коритниця
- с. Кладнів
- с. Новини

## Населення
Згідно з переписом УРСР 1989 року чисельність наявного населення сільської ради становила 872 особи, з яких 374 чоловіки та 498 жінок.
За переписом населення України 2001 року в сільській раді мешкало 870 осіб.

### Мова
Розподіл населення за рідною мовою за даними перепису 2001 року:
| Мова       | Відсоток |
| ---------- | -------- |
| українська | 98,97 %  |
| російська  | 0,69 %   |
| білоруська | 0,34 %   |

## Господарська діяльність
В Микитичівській сільській раді працює неповна середня школа, 2 початкові школи, 2 клуби, 2 бібліотеки, 3 фельдшерсько-акушерських пункти, відділення зв'язку, АТС на 45 номер, 5 торговельних закладів.
На території сільської ради доступні такі телеканали: УТ-1, 1+1, Інтер, СТБ, Обласне телебачення. Радіомовлення здійснюють радіостанції: Радіо «Промінь», Радіо «Світязь», Радіо «Луцьк».
Села сільської ради негазифіковані. Дороги в задовільному стані.

## Адреса сільської ради
444710, Волинська обл., Володимир-Волинський р-н, с. Микитичі

## Склад ради
Рада останнього скликання складалась з 12 депутатів та голови.
- Голова ради: Панасюк Неоніла Федорівна
- Секретар ради: Сень Наталія Степанівна

### Керівний склад попередніх скликань
| Прізвище, ім'я, по батькові  | Основні відомості                                                                                   | Дата обрання | Дата звільнення |
| ---------------------------- | --------------------------------------------------------------------------------------------------- | ------------ | --------------- |
| Панасюк Віктор Олександрович | Сільський голова, 1965 року народження, член Соціалістичної партії України                          | 26.03.2006   | 02.03.2007      |
| Панасюк Неоніла Федорівна    | Сільський голова, 1971 року народження, освіта середня спеціальна, член Народної партії             | 30.11.2008   | 31.10.2010      |
| Панасюк Неоніла Федорівна    | Сільський голова, 1971 року народження, освіта середня спеціальна, член Української Народної Партії | 31.10.2010   | 25.10.2015      |

Примітка: таблиця складена за даними сайту Верховної Ради України

### Депутати VI скликання
За результатами місцевих виборів 2010 року депутатами ради стали:

#### За суб'єктами висування
| Суб'єкт висування                                       | Кількість обраних депутатів | %    |
| ------------------------------------------------------- | --------------------------- | ---- |
| Політична партія Всеукраїнське об'єднання «Батьківщина» | 8                           | 66,7 |
| Самовисування                                           | 2                           | 16,7 |
| Політична партія Всеукраїнське об'єднання «Свобода»     | 1                           | 8,3  |
| Соціалістична партія України                            | 1                           | 8,3  |

#### За округами
| № округу                                                | Прізвище, ім'я, по батькові  | Дата визнання обраним | Освіта             | Партійна приналежність                        | Відомості про обраного депутата                            |
| ------------------------------------------------------- | ---------------------------- | --------------------- | ------------------ | --------------------------------------------- | ---------------------------------------------------------- |
| Політична партія Всеукраїнське об'єднання «Батьківщина» |                              |                       |                    |                                               |                                                            |
| 1                                                       | Демчук Галина Євгенівна      | 01.11.2010            | середня спеціальна | член Всеукраїнського об'єднання «Батьківщина» | Устилузька міська лікарня, диспетчер швидкої допомоги      |
| 3                                                       | Малецька Світлана Іванівна   | 01.11.2010            | середня спеціальна | член Всеукраїнського об'єднання «Батьківщина» | відділення зв'язку с. Микитичі, листоноша                  |
| 4                                                       | Мисанюк Микола Євгенович     | 01.11.2010            | середня            | член Всеукраїнського об'єднання «Батьківщина» | тимчасово не працює                                        |
| 5                                                       | Бичук Євгеній Михайлович     | 01.11.2010            | середня спеціальна | член Всеукраїнського об'єднання «Батьківщина» | загальноосвітня школа І-ІІ ст. с. Микитичі, робітник       |
| 6                                                       | Мисанюк Михайло Петрович     | 01.11.2010            | середня            | член Всеукраїнського об'єднання «Батьківщина» | тимчасово не працює                                        |
| 7                                                       | Шостак Сергій Федорович      | 01.11.2010            | середня            | член Всеукраїнського об'єднання «Батьківщина» | Ішівське лісництво, лісоруб                                |
| 8                                                       | Ющук Валентина Михайлівна    | 01.11.2010            | середня спеціальна | член Всеукраїнського об'єднання «Батьківщина» | тимчасово не працює                                        |
| 12                                                      | Висоцький Роман Євгенович    | 01.11.2010            | вища               | член Всеукраїнського об'єднання «Батьківщина» | Коритницька ДВМ, завідувач                                 |
| Політична партія Всеукраїнське об'єднання «Свобода»     |                              |                       |                    |                                               |                                                            |
| 11                                                      | Матишейко Людмила Вікторівна | 01.11.2010            | середня спеціальна | член Всеукраїнського об'єднання «Свобода»     | підприємець                                                |
| Соціалістична партія України                            |                              |                       |                    |                                               |                                                            |
| 2                                                       | Занчук Володимир Михайлович  | 01.11.2010            | вища               | член Соціалістичної партії України            | Володимир-Волинська філія ВАТ «Волиньобленерго», контролер |
| Самовисування                                           |                              |                       |                    |                                               |                                                            |
| 9                                                       | Волох Надія Степанівна       | 01.11.2010            | вища               | член Партії регіонів                          | загальноосвітня школа с. Коритниця, вчитель                |
| 10                                                      | Сень Наталія Степанівна      | 01.11.2010            | вища               | член Єдиного Центру                           | Микитичівська сільська рада, секретар                      |